# Tragia chevalieri
Tragia chevalieri là một loài thực vật có hoa trong họ Đại kích. Loài này được Beille miêu tả khoa học đầu tiên năm 1910.